# Stare Kurowo
Stare Kurowo, tyska: Altkarbe, är en by i västra Polen, belägen omkring 30 kilometer nordost om Gorzów Wielkopolski. Orten hade omkring 2 100 invånare i december 2016 och är huvudort i kommunen Gmina Stare Kurowo, med totalt 4 130 invånare samma år. Administrativt tillhör kommunen distriktet Powiat strzelecko-drezdenecki i Lubusz vojvodskap.